# قزللو
قزللو یا قِزللی یکی از روستاهای استان آذربایجان شرقی است که در دهستان آلمالو بخش مرکزی شهرستان هشترود واقع شده‌است.این روستا ۲۵۳ نفر جمعیت دارد و در کنار سد سهند قرار گرفته است